# Ferdinand Ier (empereur d'Autriche)
Pour les articles homonymes, voir Archiduc Ferdinand d'Autriche.
Pour les articles homonymes, voir Ferdinand Ier et Ferdinand.
Ferdinand Ier, né à Vienne le 19 avril 1793 et mort à Prague le 29 juin 1875, est empereur d'Autriche, roi de Hongrie, roi de Bohême et de Lombardie-Vénétie sous le nom de Ferdinand V du 2 mars 1835 au 2 décembre 1848. 
Fils aîné de l'empereur François Ier d'Autriche, il lui succède en 1835 tout en conservant au pouvoir le tout-puissant Klemens Wenzel von Metternich comme chancelier d'Empire. Il est le dernier roi de Bohême à être couronné en la cathédrale Saint-Guy de Prague. Réputé peu subtil, l'empereur Ferdinand est surnommé affectueusement par les Tchèques Ferdinand Dobrotivý (Ferdinand le Bon) et plus méchamment par les Autrichiens Ferdinand der Gütige (Ferdinand le Bénin) ou plus encore Gütinand der Fertige (Béni-oui-oui le Fini). Il semble qu’il soit à la limite du handicap mental et n’a pris qu’une part assez distante aux affaires de l’État, conduites en réalité assez librement par ses ministres. 
Lors de la révolution autrichienne de 1848, alors que les Viennois marchent sur le palais, il demande une explication au chancelier Metternich, et se voit répondre qu’ils font une révolution. On lui attribue cette réponse : « Ja, dürfen sie denn das? » (« Mais… ont-ils le droit de faire cela ? »). Le prince Felix zu Schwarzenberg, qui vient d'être nommé ministre-président, le sixième depuis le déclenchement de la révolution, faisant partie de l'entourage de la belle-sœur de l'empereur, Sophie de Bavière, le convainc, avec l'aide de celle-ci, de l'impératrice douairière Caroline-Augusta (demi-sœur de Sophie) et même de l'impératrice Marie-Anne —  ce que l'on appellera le complot des dames —, d'abdiquer au profit de son neveu François-Joseph Ier — alors âgé de dix-huit ans — qui le remplace à la tête de l'Empire le 2 décembre 1848. De même, ce complot familial parvient à amener l'archiduc François-Charles à renoncer à ses droits au trône en faveur de son fils.

## Famille et jeunesse

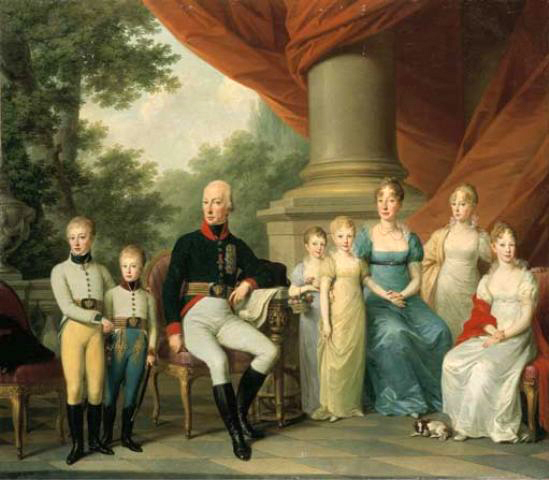
La famille impériale peinte par Josef Kreutzinger en 1808.

Second enfant et fils aîné de l'empereur François II du Saint-Empire et de Marie-Thérèse de Bourbon-Naples, Ferdinand était l'héritier du trône très attendu, mais il s'avéra bien vite qu'il était un enfant chétif qui souffre d'épilepsie, du rachitisme et de l'hydrocéphalie. Il apprit à écrire tardivement et ne brille guère dans ses études.
Six mois après sa naissance, sa grand-tante, la reine de France Marie-Antoinette d'Autriche, est guillotinée en public après son procès. L'Autriche est confrontée aux armées de la République française qui ont envahi les Pays-Bas autrichiens et le Saint-Empire romain germanique. Ferdinand et ses frères et sœurs sont élevés dans la haine de la Révolution française et du général qui en 1799 impose son pouvoir : Napoléon Bonaparte, qui se fait proclamer Premier consul, puis consul à vie et enfin empereur des Français.
En 1804, l'empereur François II se proclame empereur d'Autriche. Ferdinand devient prince impérial d'Autriche. En 1806, vaincu par les armées de l'empereur des Français, Napoléon Ier, il proclame la fin du Saint-Empire romain germanique fondé en 962. En 1807 meurt l'impératrice, mère de Ferdinand. L'empereur se remarie l'année suivante avec une cousine qui a l'âge de ses enfants, Marie-Louise de Modène, qui, tout en faisant preuve d'une francophobie militante, se lie rapidement d'amitié avec les enfants de son mari. En 1810, l'empereur François nomme Klemens Wenzel von Metternich chancelier d'Empire et marie sa fille Marie-Louise d'Autriche à son vainqueur, l'empereur des Français.

## Handicap et succession au trône
Le débonnaire Ferdinand, âgé de dix-sept ans, semble ne pas pouvoir assumer la charge impériale et les espoirs de l'empereur se portent sur son second fils l'archiduc François-Charles. L'empereur pense écarter Ferdinand de la succession.
En 1814 se tient à Vienne le Congrès qui doit gérer les conséquences de la chute de l'Empire français. Il y est entre autres question du mariage de l'archiduc François-Charles (qui avait douze ans) avec la princesse Sophie de Bavière qui en avait dix. Le mariage aura lieu en 1824.
La nouvelle archiduchesse montre de réelles qualités politiques et, forte de son emprise sur son mari, une grande ambition qui inquiète le chancelier Metternich. Ce dernier voit en la jeune archiduchesse une future rivale qui pourrait le jour venu le faire écarter du pouvoir, surtout après la naissance de son premier fils en 1830, l'archiduc François-Joseph.

## Mariage

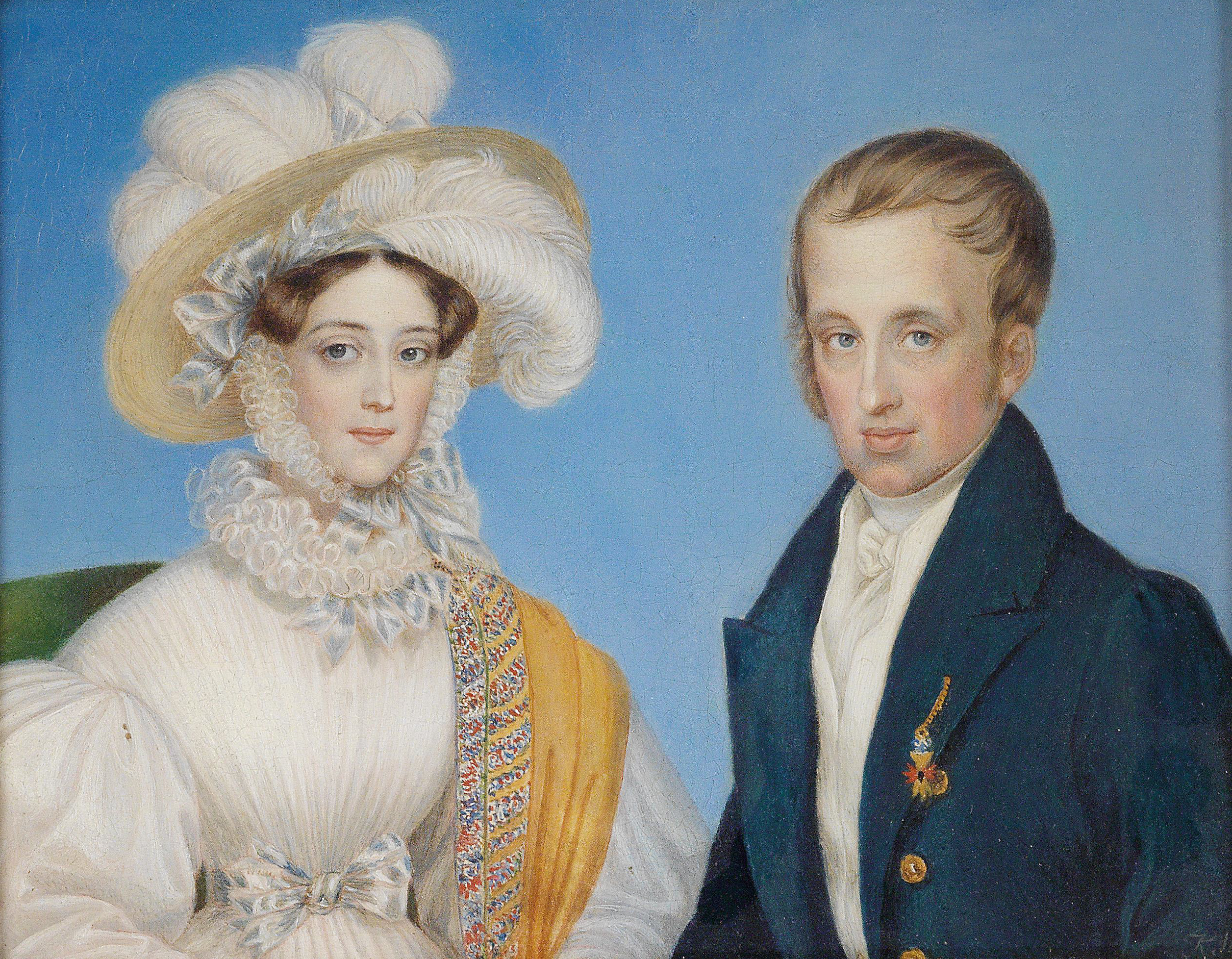
L'empereur Ferdinand et l'impératrice Marie-Anne.

Metternich convainc l'empereur vieillissant de laisser le trône à Ferdinand et même de le marier. Ferdinand épouse donc à trente-huit ans en 1831 Marie-Anne de Sardaigne. Le mariage a lieu par procuration le 12 février 1831 à Turin et en personne le 27 février de la même année à Vienne.
La future impératrice s'occupe avec dévouement de son époux imposé par la politique, mais elle n'apprend jamais l'allemand. Le couple n'aura pas d'enfant et l'on suppose même que le mariage ne fut jamais consommé. Marie-Anne sera respectée pour sa piété et sa dignité. Peut-être faut-il voir dans les égards qu'elle reçoit un peu de compassion car chacun sait qu'elle tient plus un rôle d'infirmière que d'épouse auprès de son mari.
Quatre ans plus tard, l'empereur François Ier meurt le 2 mars 1835. Ferdinand devient alors empereur.

## Règne

### Apogée de l'ère Metternich

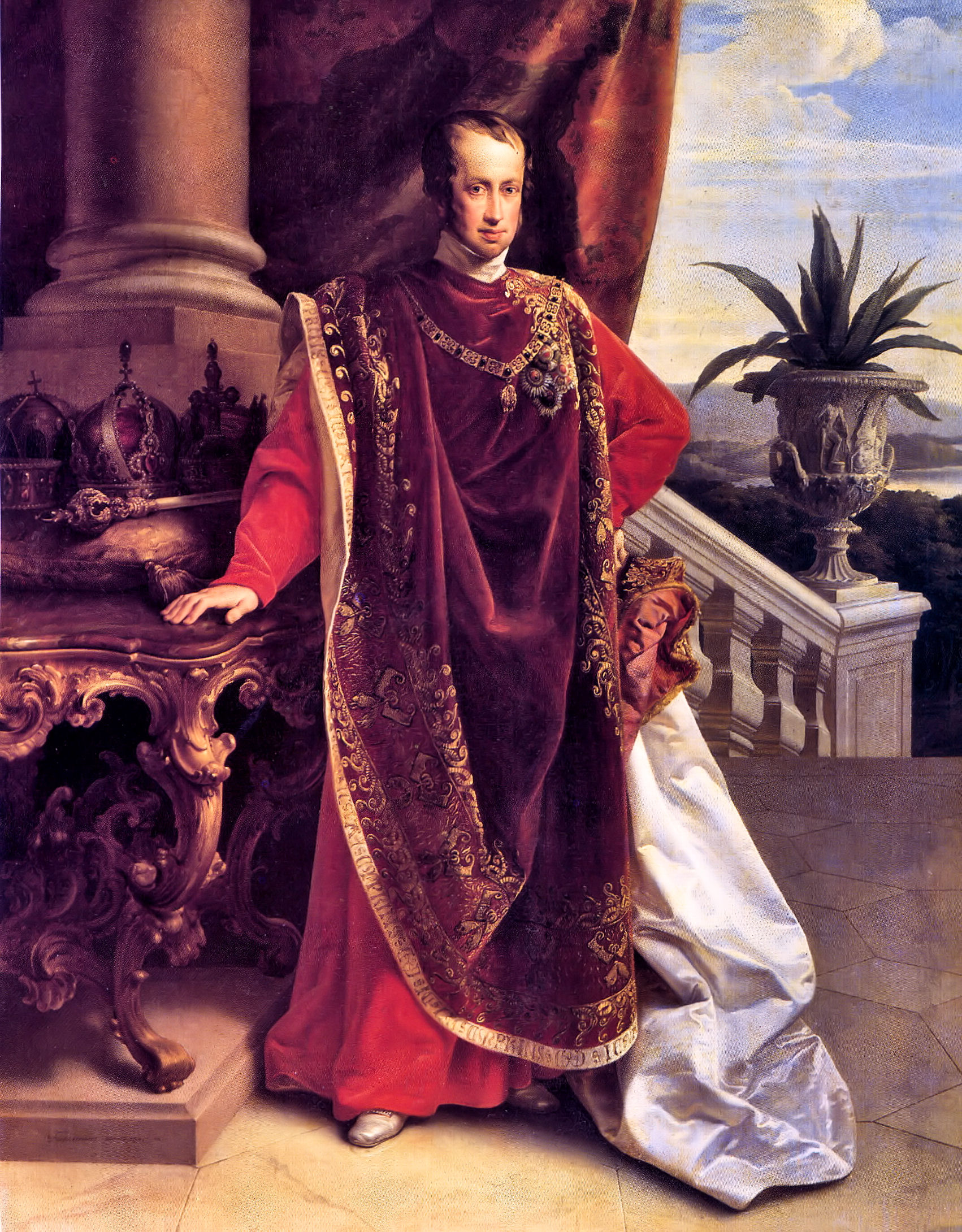
L'empereur Ferdinand.

En politique intérieure, Metternich n'est pas le seul maître et doit composer avec l'empereur François jusqu'au décès de ce dernier en 1835. Son successeur Ferdinand, simple d'esprit, laisse la réalité du pouvoir au duo Metternich-Kollowrath. Soucieux de lutter contre les idées révolutionnaires, le gouvernement autrichien est un peu plus favorable à l'Église. Le clergé retrouve son droit d'inspection sur les écoles primaires et les collèges. Le clergé est assimilé à un corps de fonctionnaires, dispensateurs de sacrements. Si la plupart des membres du clergé sont satisfaits de leur situation, certains, les catholiques romantiques, tentent de redonner une dimension mystique dans la vie de l'Église. En 1840, le service militaire est ramené de dix ans à huit ans, sauf en Hongrie, et de nombreuses exemptions continuent d'être accordées aux nobles, fonctionnaires, médecins, étudiants, gros cultivateurs et soutiens de famille.

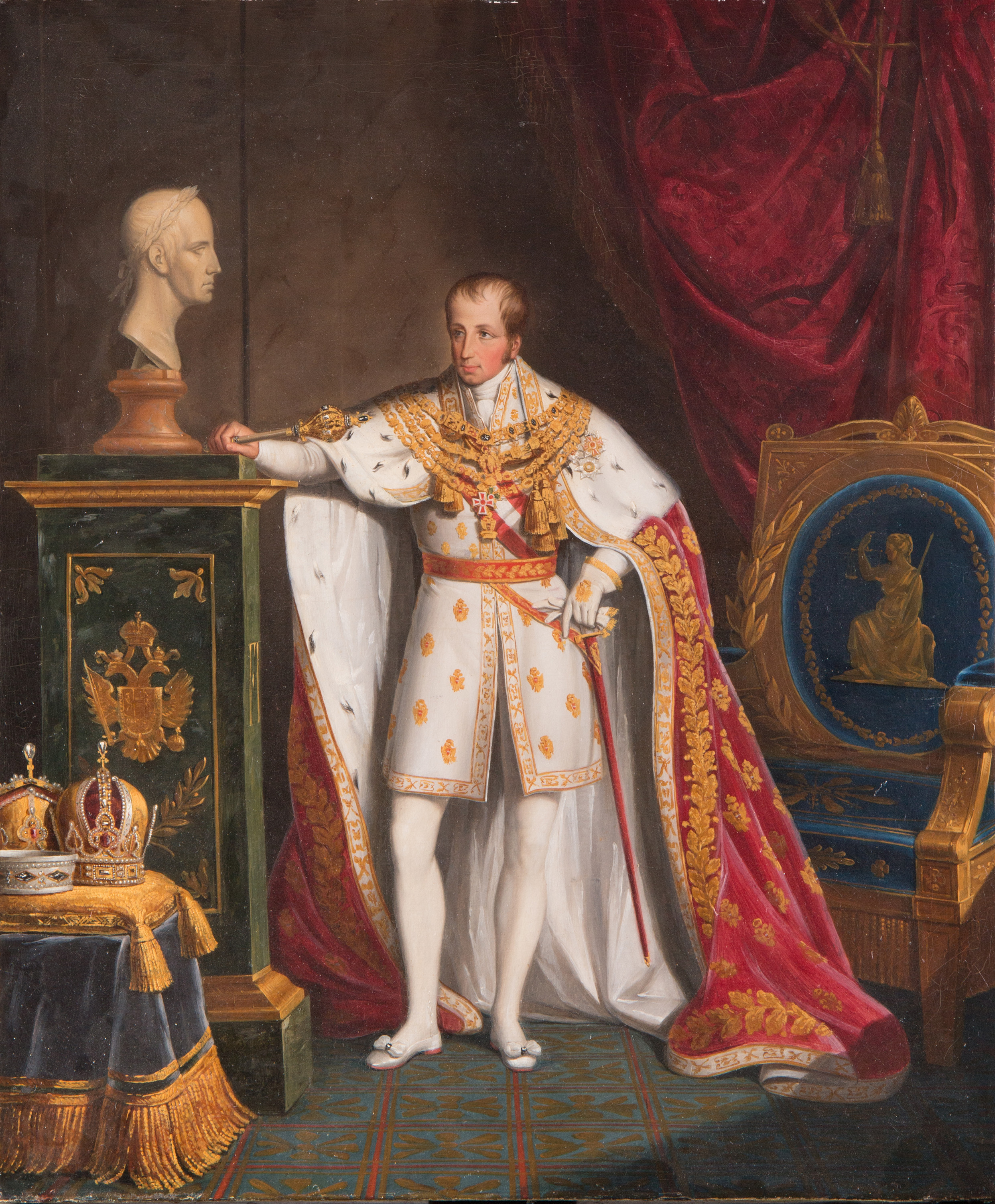
Portrait de Ferdinand Ier, empereur d'Autriche, roi de Hongrie et de Bohême.

La révolution de 1830 met à mal le système imposé par les puissances conservatrices. Partie de France, elle se propage dans le reste de l'Europe sans que l'Autriche puisse toujours faire quelque chose. Metternich n'intervient pas dans la crise belge dans la mesure où il estime que la Belgique est trop loin et qu'il s'inquiète de l'Italie. Il aurait voulu une intervention des autres puissances, mais ces dernières ne veulent pas intervenir sans l'Autriche. Par contre, Metternich envoie l'armée autrichienne lorsque la Romagne se soulève contre le Saint-Siège. L'occupation de la Romagne provoque l'intervention de la France qui menace d'une intervention armée si l'Autriche ne retire pas ses troupes une fois l'ordre rétabli. Metternich respecte sa promesse, mais les Romagnols se soulèvent six mois plus tard, si bien qu'il fait occuper Bologne. Casimir Perier fait alors occuper Ancône tant que les troupes autrichiennes n'auront pas évacué Bologne. La présence française en Italie est propice aux insurrections libérales, mais ces dernières sont matées par les souverains soucieux de leurs prérogatives. Paris refuse de soutenir les insurgés.
Le mouvement libéral et national s'étend dans la Confédération germanique, ce qui inquiète Metternich qui obtient aisément le soutien du roi de Prusse Frédéric-Guillaume III. Metternich parvient à restaurer une politique autoritaire dans les États de la Confédération. Ayant eu besoin de l'appui de la Prusse pour mater les libéraux, Metternich ne peut plus réagir contre l'union douanière - le Zollverein - que la Prusse organise en Allemagne du Nord. Metternich comprend que les États allemands vont désormais former un bloc compact dirigé par la Prusse.
Dans les années 1840, le système international mis en place par Metternich s'effrite du fait de la concurrence des grandes puissances. Autriche et Prusse s'affrontent au sujet de l'unité allemande. Autriche et Russie s'affrontent au sujet des Balkans, Metternich souhaitant un statu quo et le tsar souhaitant le démembrement de l'Empire ottoman. À la suite du retour des libéraux en Grande-Bretagne, les rapports entre les deux puissances se dégradent. C'est pourquoi Metternich entame un rapprochement avec la France de Guizot, lequel applique une politique très conservatrice.

### Politique réactionnaire

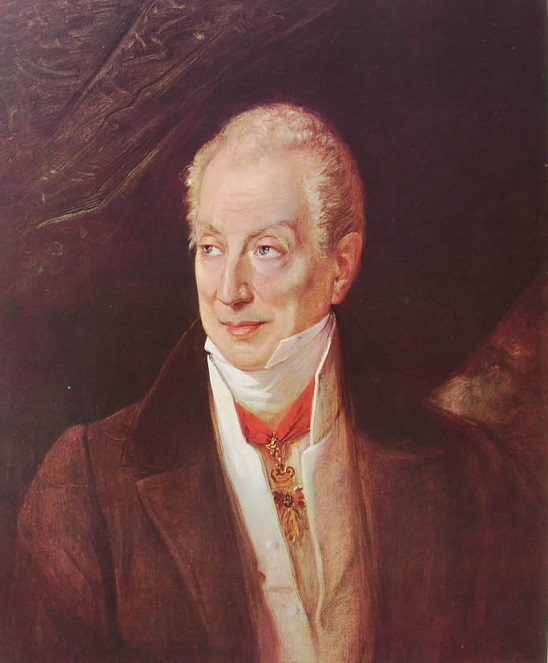
Le chancelier Klemens Wenzel von Metternich.

Sous l'impulsion de Metternich, les décrets de Carlsbad sont pris le 20 septembre 1819 pour application par chaque État de la Confédération Germanique afin de censurer la presse et l'enseignement dans les universités. Il s'agit d'une série de dispositions visant à réprimer et endiguer les idées libérales propagées dans toute l'Europe lors de la Révolution française, notamment celles des Lumières. Ainsi, la classe ouvrière est tenue sous contrôle constant, considérée comme un problème d'ordre politique plutôt que social. Tous les soulèvements populaires seraient réprimés par le régime réactionnaire de Metternich, qui profite des errements de Ferdinand Ier pour se positionner idéalement dans l'échiquier politique allemand.
Dans l'Empire des Habsbourg et l'État-multination de l'empire d'Autriche, la monarchie n'est pas menacée uniquement par de violents soulèvements en Autriche, c'est-à-dire l'État central de l'Empire, mais aussi par d'autres troubles révolutionnaires, comme en Bohême, en Hongrie ou en Italie du Nord. Le royaume de Sardaigne soutient militairement les révolutionnaires. Alors que les soulèvements hongrois, bohémiens et italiens visent, entre autres, l'indépendance par rapport à la domination autrichienne, la révolution autrichienne a pour objectif un changement libéral et démocratique de la politique du gouvernement et la fin de la Restauration,,.

## Révolution de 1848

### Chute de Metternich
L'hiver 1847-1848 est synonyme de famine pour les plus défavorisés. Dans les milieux ouvriers également, la colère contre le système politique augmente. Des œuvres comme Nouveaux esclaves d'Alfred Meissner ou Pourquoi nous sommes pauvres, ainsi qu'un poème de Karl Beck donnent une image parlante de la colère et du désespoir qui règnent dans la population.

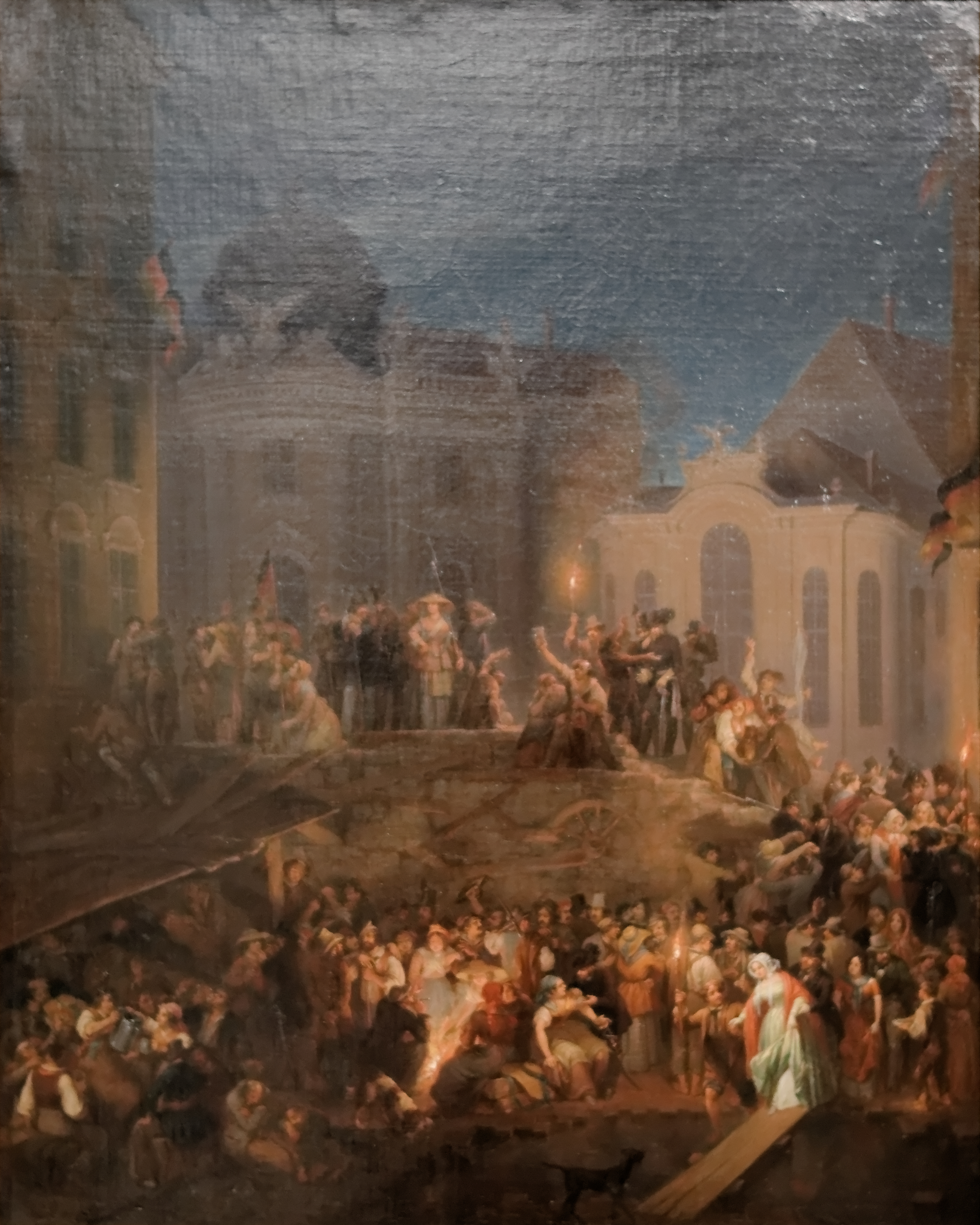
Le 25 mai, les étudiants de la Légion académique, des gardes nationaux et des ouvriers élevèrent plus de 160 barricades dans le centre de Vienne. Barricade sur la Michaelerplatz dans la nuit du 26 au 27 mai 1848, toile d'Anton Ziegler, 1848.

Finalement, la révolution éclate en Autriche le 13 mars 1848, débutant avec l'attaque de la Ständehaus à Vienne et des attentats de révolutionnaires socialistes contre des magasins et des usines dans les faubourgs. La chanson Ce qui nous vient d'en haut, où « haut (Höh) » désigne la police et les casernes, devient la chanson de la révolution. Elle est chantée aujourd'hui encore par diverses fraternités d'étudiants pour commémorer la participation de la légion académique. Avant l'attaque de la Ständehaus, la colère contre le système policier et les revendications des révolutionnaires pour une transformation constitutionnelle de la monarchie et la mise en place d'une constitution dans les pays autrichiens avaient déjà été exprimées le 3 mars 1848 dans un discours rédigé par le chef nationaliste hongrois Lajos Kossuth.
Alors que les Viennois marchent sur le palais, l'empereur demande une explication au chancelier Metternich, et se voit répondre qu’ils font une révolution. On lui attribue cette réponse : « Ja, dürfen sie denn das? » (« Mais… ont-ils le droit de faire cela ? »).
Le soir du 13 mars, le chancelier Metternich, âgé de 74 ans, détesté par les socialistes et les réformateurs, démissionne et s'enfuit en Angleterre. Cet événement inspire notamment Hermann Rollett, qui écrit le poème Le Tilleul de Metternich.

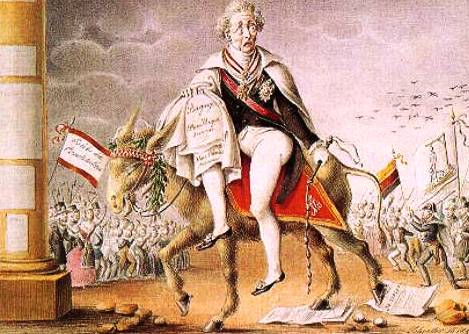
Caricature contemporaine de la fuite de Metternich (mars 1848).

Le 14 mars, l'empereur fait ses premières concessions : il consent à l'établissement d'une garde nationale et lève la censure. Le lendemain, il précise à ce sujet qu'il avait « octroyé une totale liberté de la presse » et il promet également par décret une constitution.
Le 17 mars, le premier gouvernement est formé ; son ministre de l'intérieur Franz von Pillersdorf esquisse une constitution à laquelle on donnera son nom par la suite, et qui est rendue publique pour l'anniversaire de l'empereur, le 25 avril 1848. Cette constitution ne va cependant pas assez loin selon les révolutionnaires. Le bicamérisme et le système électoral pour l'élection du Reichstag publié le 9 mai provoquent notamment l'indignation, et menent ainsi à de nouvelles perturbations (révolution de mai). En raison de la pétition du 15 mai, cette constitution est réaménagée : le Reichstag ne devra plus être constitué que d'une seule chambre et celle-ci devra être déclarée « constituante », c'est-à-dire qu'elle aura la charge d'établir une constitution définitive,. La constitution de Pillersdorf reste en vigueur de façon provisoire. L'empereur, dépassé par les émeutes qui s'intensifient, part se mettre en sécurité à Innsbruck,.
Le 22 juillet 1848, le Reichstag constituant autrichien, composé de 383 déléguées venus d'Autriche et des pays slaves, est ouvert par l'archiduc Jean-Baptiste d'Autriche. On y décide, entre autres, la libération des paysans de la féodalité le 7 septembre,.

### Insurrection

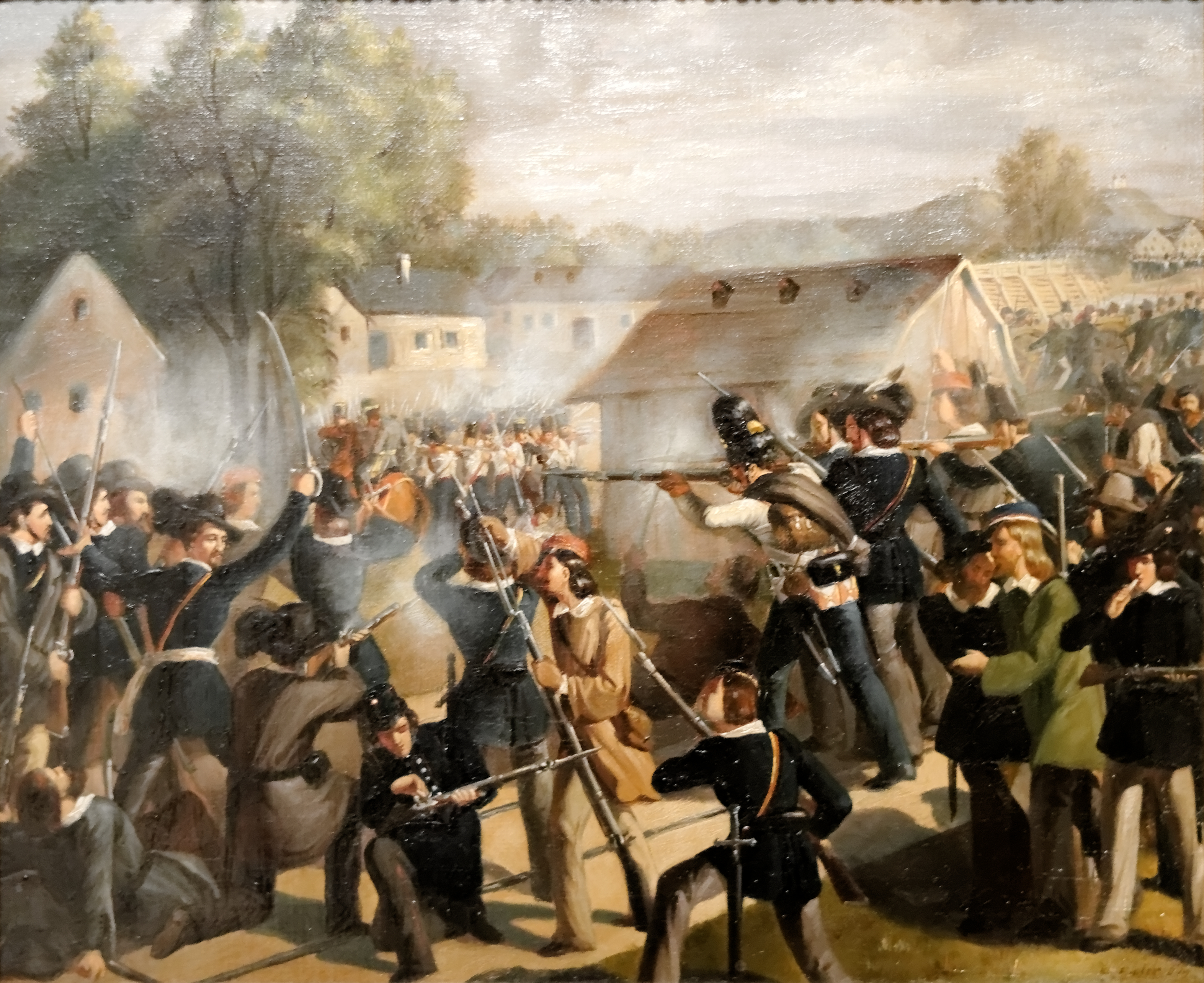
Combat sur le pont Taborbrücke à Leopoldstadt le 6 octobre 1848 – Bonaventura Emler (1831-1862) – Combats entre la Garde nationale et les étudiants d'une part, et le régiment Nassau de l'autre.

Les événements qui ont lieu en Hongrie à partir du 12 septembre 1848, pendant lesquels le soulèvement hongrois dirigé par Lajos Kossuth mène à un affrontement contre les troupes impériales puis par la suite à l'assassinat du ministre de la Guerre autrichien Theodor Baillet von Latour le 6 octobre, provoquent à Vienne la troisième phase de la révolution autrichienne, appelée insurrection viennoise d'octobre 1848. Au cours de son développement, les citoyens, étudiants et travailleurs viennois parviennent à prendre la capitale après que les troupes du gouvernement s'en furent enfuies. Mais les révolutionnaires ne peuvent la garder en leur pouvoir que pendant une courte période,.

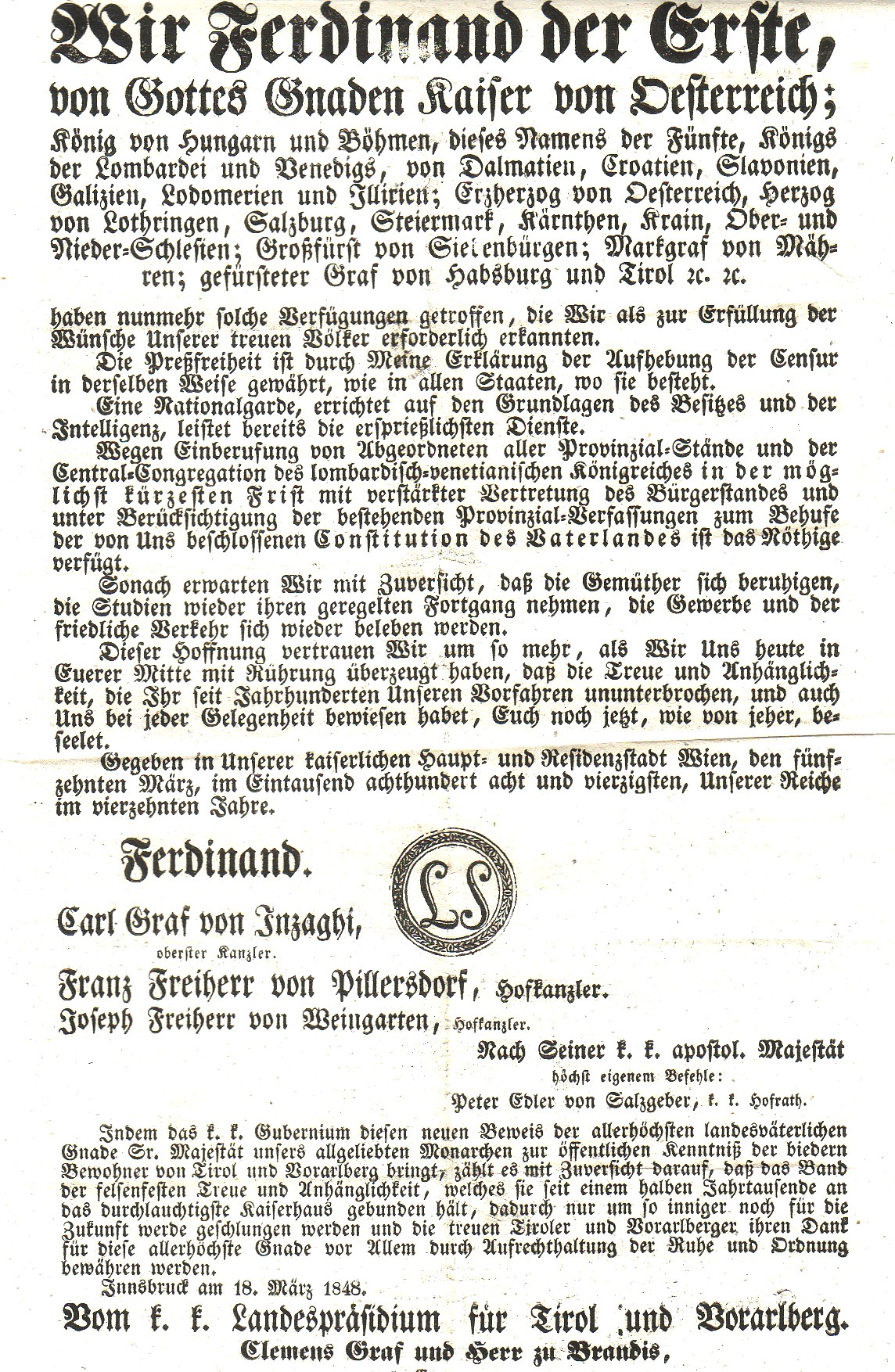
La promesse d'une Constitution par l'empereur, le 15 mars 1848.

Le 23 octobre, Vienne est encerclée par des troupes contre-révolutionnaires venant de Croatie, sous les ordres du Ban Josip Jelačić, et de Prague, sous les ordres du maréchal Alfred de Windisch-Graetz. Malgré la résistance farouche, quoique désespérée, de la population viennoise, la ville est reprise par les troupes impériales en une semaine. quelque 2 000 insurgés sont tués. D'autres meneurs de l'insurrection viennoise d'octobre sont condamnés à mort ou à de longues peines de prison,.
Parmi les victimes des exécutions sommaires, figure notamment le député populaire gauche-libéral et républicain du Parlement de Francfort, Robert Blum, qui sera exécuté le 9 novembre 1848 en dépit de son immunité diplomatique et sera ainsi élevé au rang des martyrs de la révolution. Cet événement sera repris dans la Chanson de Robert Blum surtout chantée dans les États allemands en dehors de l'Autriche.

### Bohême et Hongrie
La Bohême est également touchée par la vague révolutionnaire. Le 11 avril 1848, František Palacký, l'une des figures du nationalisme tchèque, refuse de s'associer aux révolutionnaires allemands dans une lettre adressée au Parlement de Francfort. Il adopte cette position au nom de l'austroslavisme, à savoir la création d'un État confédéral dont Vienne serait la capitale. Il écrit ainsi que « si l’empire d’Autriche n’existait pas depuis longtemps, il faudrait l’inventer, dans l’intérêt même de l’Europe et dans celui de l’humanité ». Puis, entre le 2 et le 12 juin se tient le congrès panslave auquel assistent 350 participants tchèques, polonais, moraves, croates, serbes et slovaques, sous la présidence de Palacký. Ils réclament la conversion de la « Monarchie du Danube » en un État confédéral garantissant l'égalité des droits entre les peuples. La revendication d'un État national tchèque est expressément rejetée, les Moraves (des Allemands) craignant de se retrouver en minorité face aux Tchèques ; à la place, ils demandent seulement des droits d'autonomie vis-à-vis du gouvernement central autrichien et refusent l'intégration dans un État allemand. L'empereur Ferdinand Ier d'Autriche refuse strictement chacune de ces revendications. Ainsi le 13 juin, les révolutionnaires tchèques commencent leur soulèvement à Prague contre la suprématie autrichienne. L'insurrection est écrasée le 17 juin 1848 par les troupes autrichiennes menées par Alfred de Windisch-Graetz.

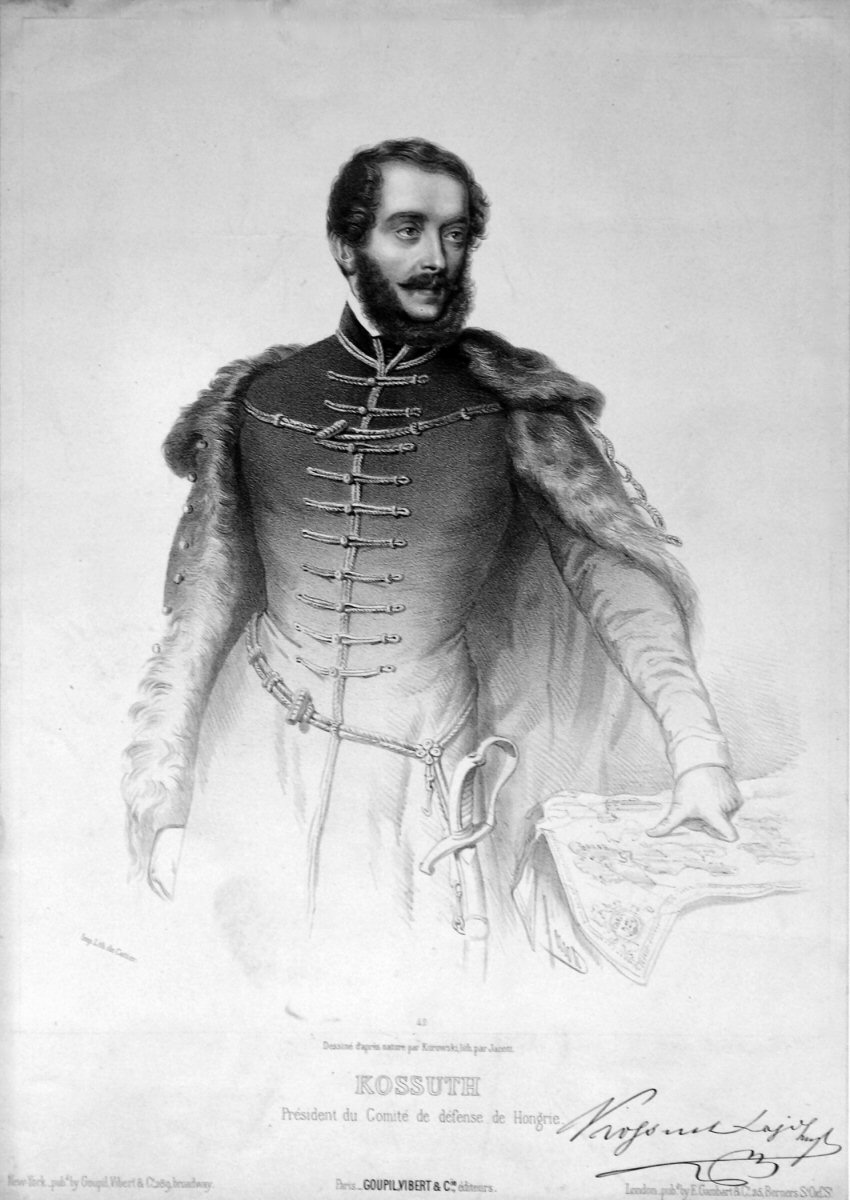
Lajos Kossuth (1802–1894), Lithographie de Jacott.

En Hongrie, les nouvelles de la révolution à Vienne parviennent le 3 mars 1848. Lajos Kossuth prononce alors une déclaration devant le parlement hongrois pour réaffirmer ses revendications libérales. Le 14 mars 1848, une délégation hongroise se rend à Vienne y transmettre ses souhaits. Le lendemain, le Stadthalterbeirat (l'organe administratif suprême de la partie hongroise de l'empire d'Autriche), impressionné par 20 000 manifestants, satisfait les « douze points » de revendication des intellectuels hongrois radicaux rassemblés autour de Sándor Petőfi (notamment un ministère et un parlement hongrois indépendants de Vienne, le départ de toutes les troupes autrichiennes de Hongrie, la mise en place d'une armée nationale hongroise et la création d'une banque nationale) et fait ainsi réellement du royaume de Hongrie un État indépendant. Lajos Kossuth succède le 12 septembre 1848 au ministre-président libéral Lajos Batthyány. Les révolutionnaires hongrois empêchent, à la suite des événements révolutionnaires autrichiens, l'empereur Ferdinand Ier d'être reconnu roi de Hongrie.
Fin août, Josip Jelačić est nommé gouverneur de Croatie. Le 11 septembre, il déclare la guerre à la Hongrie. Le 29, ses troupes sont repoussées à Pákozd par les Hongrois.
Le décret impérial octroyant la constitution de Mars pour la Hongrie comme pour l'Autriche débouche le 7 mars 1849 sur un soulèvement pour l'indépendance. Afin d'écraser l'insurrection, l'armée impériale, menée par Alfred de Windisch-Graetz, marche sur la Hongrie. Mais, devant l'armée révolutionnaire renforcée par des corps franc et des émigrants polonais, elle se retire le 10 avril 1849.
Le 14 avril 1849, la Diète de Hongrie annonce son indépendance vis-à-vis de la maison de Habsbourg-Lorraine et proclame la république. Lajos Kossuth est alors nommé régent et investi des pleins pouvoirs.
Cependant, les autres États européens ne reconnaissent pas l'indépendance de la Hongrie. Ainsi, les troupes russes prêtent assistance à l'armée autrichienne et, ensemble, elles écrasent la révolution hongroise. Le 13 août 1849, les dernières unités hongroises capitulent à Világos. Dans les semaines qui suivent, plus de cent meneurs du soulèvement hongrois sont exécutés à Arad. Le 2 octobre, les derniers révolutionnaires hongrois capitulent face aux Autrichiens dans la forteresse de Komárom. Le 6 octobre 1849, au jour anniversaire de la révolution d'octobre à Vienne, l'ancien ministre-président Batthyány est exécuté à Pest,.
Lajos Kossuth, le représentant politique le plus important du mouvement de libération hongrois, s'exile en août 1849. Jusqu'à sa mort à Turin en 1894, il plaida pour l'indépendance de la Hongrie.

### Abdication et succession

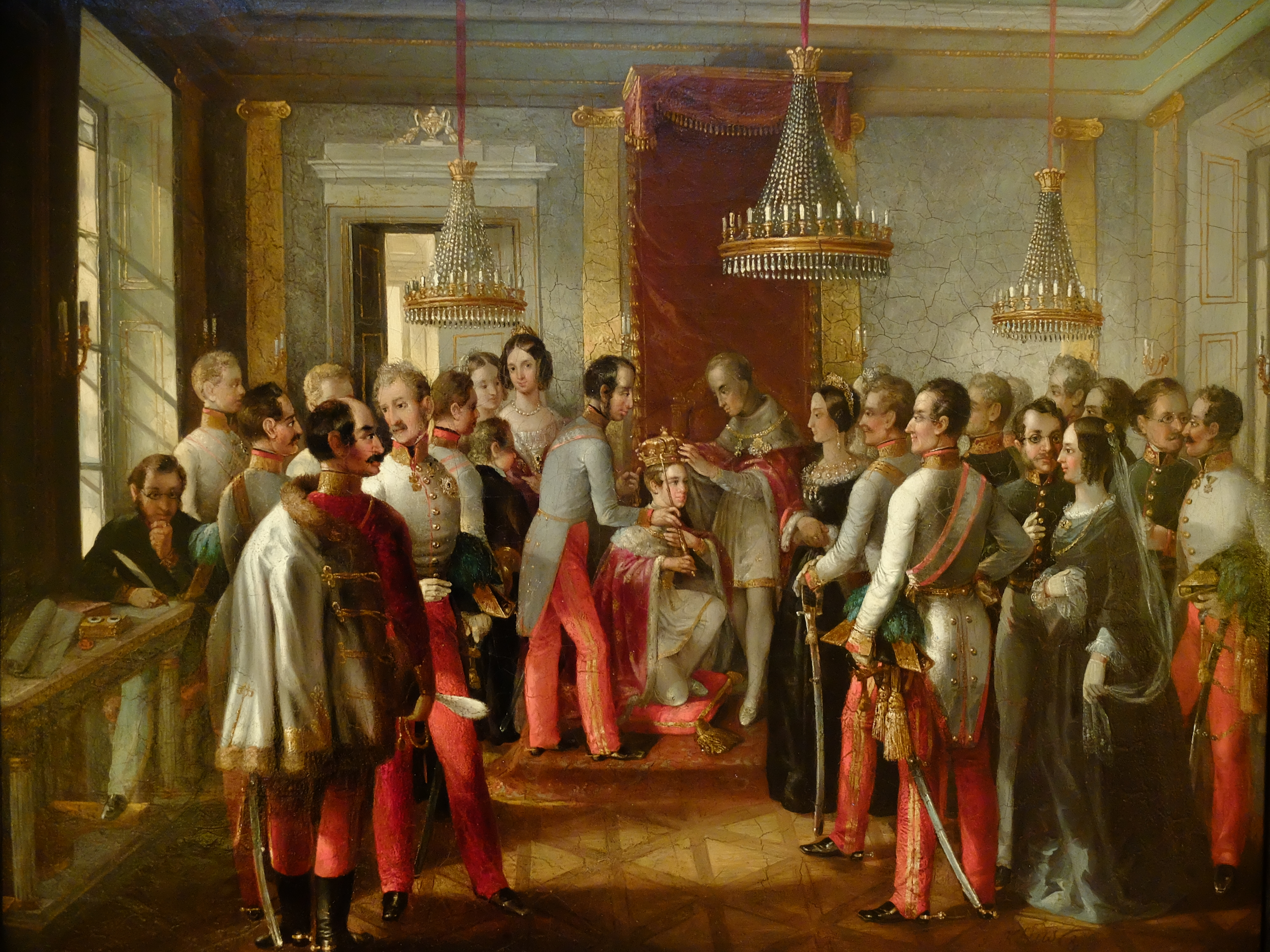
Couronnement de l'empereur François-Joseph Ier d'Autriche, passation de pouvoir avec Ferdinand Ier.

Après les émeutes sanglantes du 6 octobre, la famille et la cour impériale quittent Vienne pour Olmütz. C'est alors que le général Windisch-Graetz, auréolé par la reprise de Prague, propose aux Habsbourg de mettre un terme à la révolution en marchant sur Vienne. Ceci fait, Ferdinand Ier, trop compromis avec les révolutionnaires et inapte à gouverner, serait remplacé par son jeune neveu François-Joseph. L'empereur, pressé par l'impératrice-consort Marie-Anne de Sardaigne, accepte l'accord. Son frère, et père de François-Joseph, François-Charles, poussé quant à lui par son épouse Sophie, renonce à ses droits au trône au profit de son fils.
Le 31 octobre, après un court siège, Windisch-Graetz et Jellačic investissent Vienne. Le 21 novembre, le prince Felix zu Schwarzenberg forme un gouvernement réactionnaire.
Le temps de l'avènement est venu pour François-Joseph. La passation de pouvoir entre lui et son oncle a officiellement lieu le 2 décembre 1848 dans la grande salle du palais archiépiscopal d'Olmütz (Moravie). Le nouvel empereur acceptant ses nouvelles charges aurait dit « Adieu, ma jeunesse ». Il a 18 ans et prend le nom de François-Joseph Ier (et non François II comme attendu, le prénom Joseph rappelle Joseph II, empereur réformateur). Il choisit comme devise Viribus unitis (avec nos forces unies), ce qui est de circonstance au moment où l'empire est au bord de la désagrégation. Il fait son entrée dans Vienne le 5 mai 1849, une fois les troubles matés.

## Fin de vie

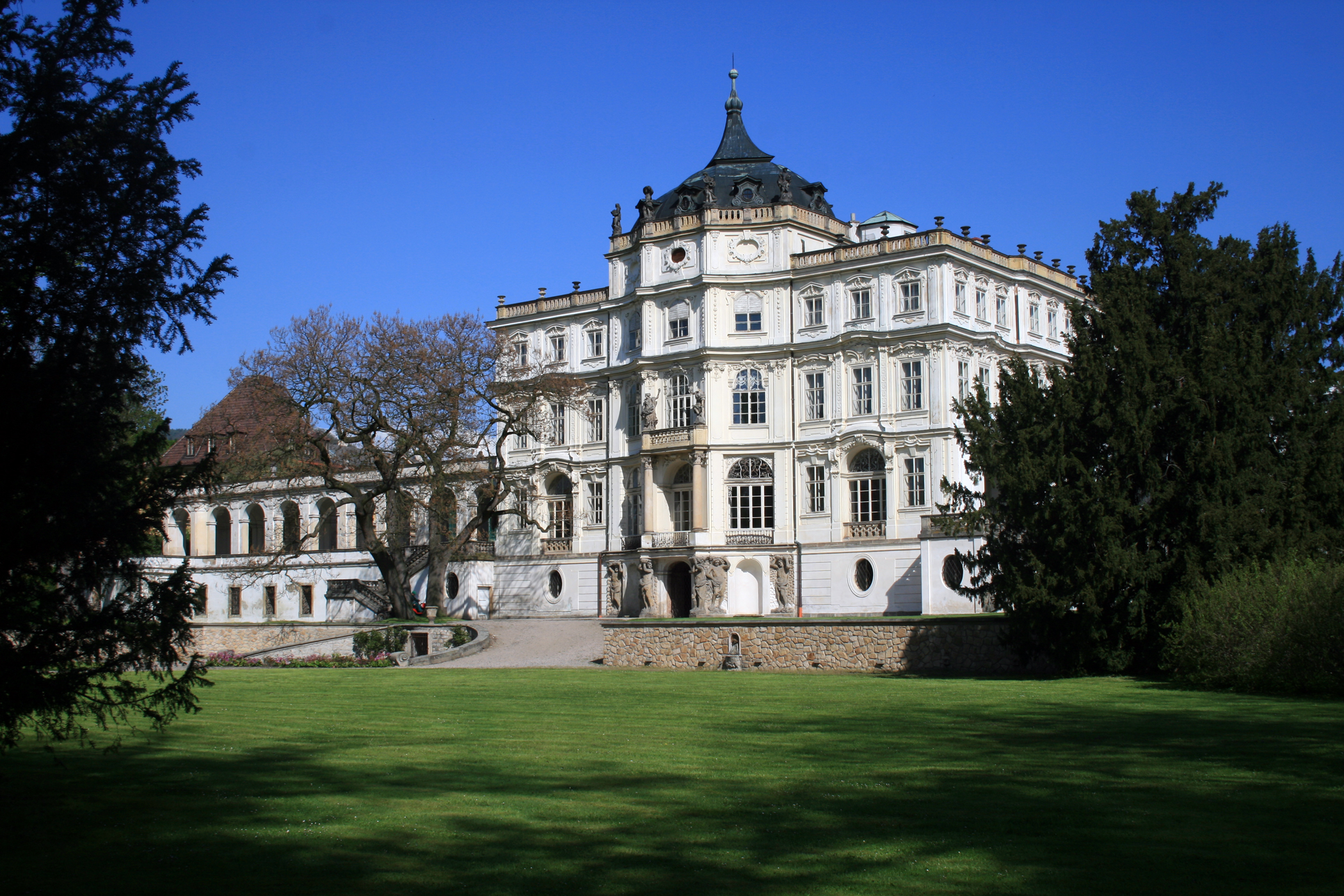
Vue du château de Ploschkowitz.

Le nouvel empereur prend immédiatement en main les affaires de l'État, et dévoile au passage une force de travail impressionnante. Ce jeune homme de dix-huit ans est cependant alors sous l'influence de trois personnes essentielles : sa mère, l'archiduchesse Sophie de Bavière ; le Premier ministre Schwarzenberg, artisan de la restauration du pouvoir impérial ; et son premier aide de camp, le baron von Grünne, qui a la haute main sur les affaires militaires. Après avoir rejeté le projet de constitution du Reichstag de Kremsier, jugé trop libéral, François-Joseph promulgue la Constitution du 4 mars 1849 (de), conservatrice et centralisatrice. L'empereur et Schwarzenberg souhaitent en effet unifier l'empire plutôt que d'accorder l'autonomie aux minorités. Le Reichstag est dans le même temps dissous.

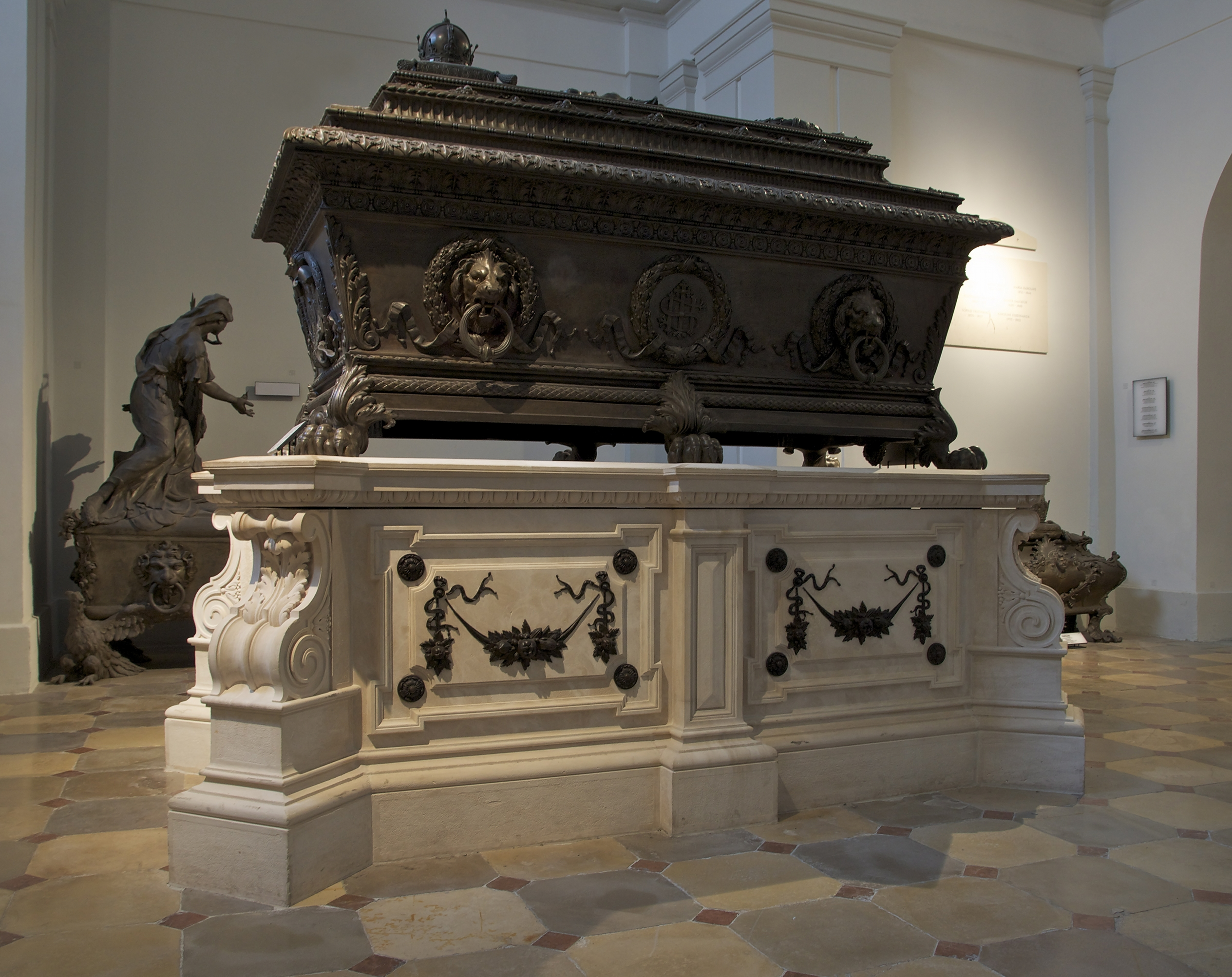
Sarcophage de Ferdinand Ier dans la Kaisergruft, la crypte des Capucins à Vienne, Autriche.

Ferdinand et son épouse se retirent à Prague et au château de Ploschkowitz. Il conserve malgré tout le nom de « Majesté impériale » ainsi que le titre honorifique d'« Empereur ». En tant qu'aîné de sa famille, il reste le chef en droits de la Maison de Habsbourg-Lorraine.
L'ex-empereur passe son temps entre le château de Prague et celui de Reichstadt. À sa mort en 1875, il laisse sa fortune à son successeur l'empereur François-Joseph. Sa veuve meurt le 4 mai 1884.

## Citation
1. ↑  (de) « Neue Sklaven ».
2. ↑  (de) « Warum wir arm sind ».
3. ↑  (de) « Was kommt dort von der Höh ».
4. ↑  (de) « Metternichs Linde ».
5. ↑  (de) « vollkommene Preßfreiheit gewährt ».
6. ↑  (de) « Pillersdorfsche Verfassung ».